# Cara catastrofe
Cara catastrofe è un singolo del gruppo musicale italiano Le luci della centrale elettrica, pubblicato nel 2010 come primo estratto dall'album Per ora noi la chiameremo felicità.

## Descrizione
È stato il primo brano scritto per il suo secondo album. Il titolo è un paradosso: "È il guardare la realtà, anche quando ti sembra dura e forte, con propositività, perché ci sono dei tempi e luoghi che sono felici e che ci sono cari." spiega Vasco Brondi.
La frase «nelle nostre camere separate/a inchiodare le stelle/a dichiarare guerre» è tratta dal romanzo Camere separate di Pier Vittorio Tondelli del 1989.

## Videoclip
Ad anticipare l'uscita del disco, il 14 ottobre 2010 è stato diffuso sul canale ufficiale YouTube il videoclip del primo singolo, Cara Catastrofe, diretto da DaNdADDy. Il concept del video è dello stesso Vasco Brondi, che afferma: "Cara catastrofe, la prima canzone del disco, la prima canzone che ho scritto di questo disco. Mi immaginavo questo rave su una chitarra acustica, i capelli colorati. Questi palazzi con qualche finestra accesa e tante finestre spente, i fari delle macchine che girano attorno ad una rotatoria e non si sa dove vanno." Il videoclip piacque molto a Francesco Bianconi dei Baustelle, tanto da chiedere al regista di dirigere il video della loro nuova versione di Gomma.
L'unico personaggio del videoclip è una ragazza che balla a Roma (incrocio tra Via Tuscolana e Viale Giulio Agricola), la sera, su un'isola di traffico: accerchiata dagli edifici, dalle finestre illuminate e dalle automobili. Comincia a ballare la canzone che sta ascoltando in cuffia: le movenze ricordano i balli electro dance, in evidente contrasto con lo stato d'animo che trasmette il brano di Brondi.

## Tracce
1. Cara catastrofe – 2:56